# Le Jugement dernier (Memling)
Pour les articles homonymes, voir Jugement dernier.
Le Jugement dernier est un triptyque de Hans Memling exposé au Musée National à Gdańsk (section Art Ancien). Sur le panneau central, le Christ et Saint Michel trient les âmes des morts. Sur le volet de gauche, les élus montent au ciel, et sur celui de droite, les damnés chutent en enfer. Au verso du volet de gauche, figure le commanditaire Angelo Tani, et au verso de celui de droite, son épouse, Catarina di Francesco Tanagli.

## Support et technique
Le Jugement dernier est une peinture à l’huile sur bois de chêne. Le panneau central mesure 221 × 161 cm (242 × 180,8 cm avec l’encadrement) et les deux volets latéraux 223,5 × 72,5 cm (242 × 90 cm avec l’encadrement). Il a fait l’objet d’une restauration en 1851. 

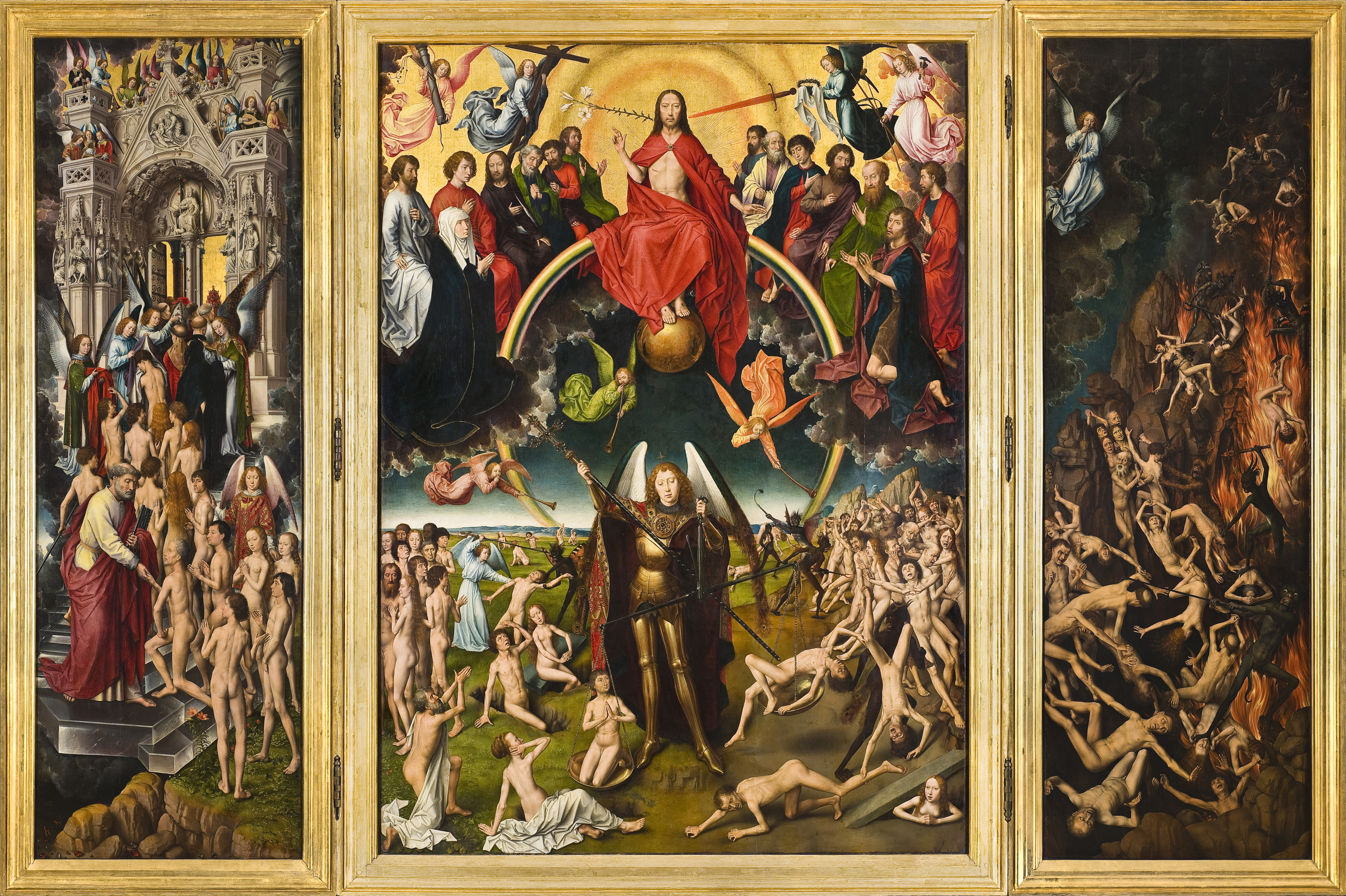
Le triptyque entier.

## Histoire

### La commande et la réalisation du tableau

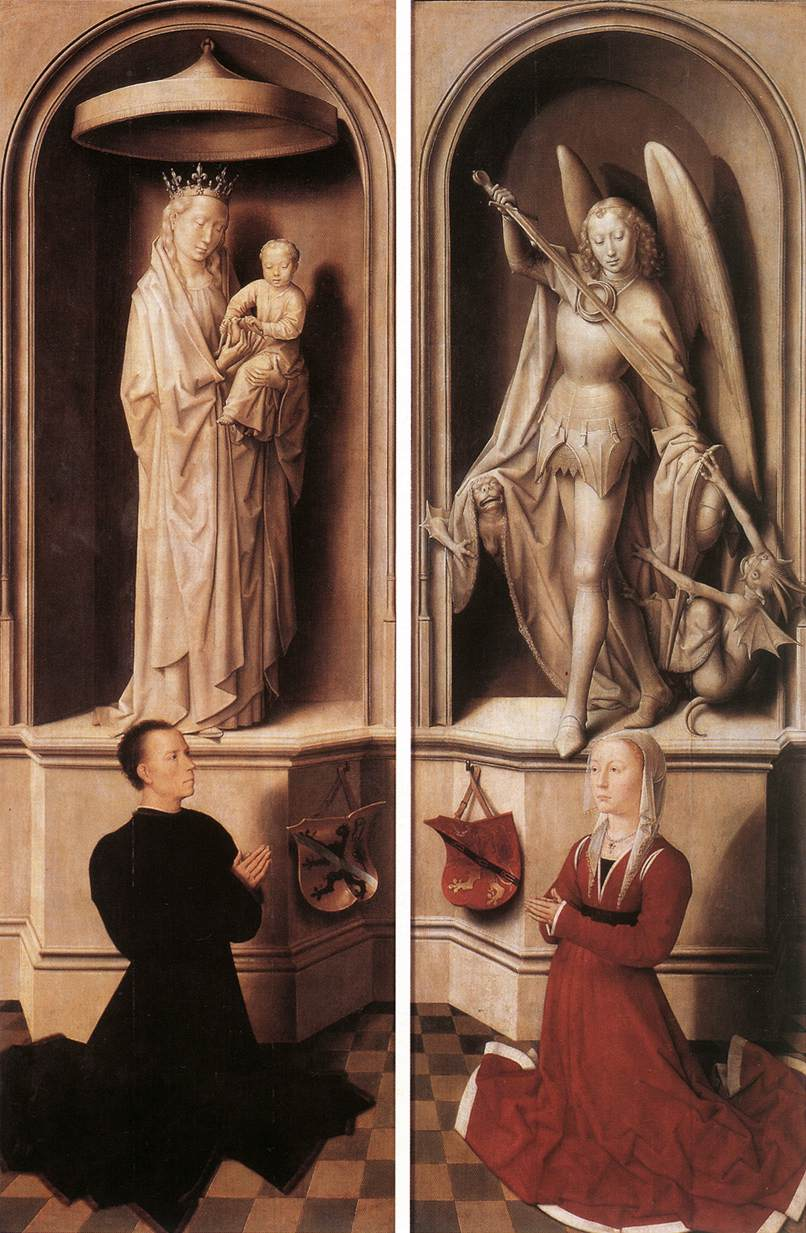
Extérieurs des volets (triptyque fermé).

Le commanditaire du triptyque est le banquier florentin Angelo Tani (1415-1492). Tani était un homme de confiance de la banque des Médicis. Il avait été le directeur de la filiale brugeoise de la banque de 1455 à 1469. Il y travaillait encore en 1471, mais son ancien adjoint, Tommaso Portinari, en était devenu le directeur. Entretemps, il avait été envoyé à Londres pour vérifier les comptes de la succursale anglaise.
Faute de documents, on date, par recoupements, la commande du triptyque de 1467, l’année du mariage d'Angelo Tani avec Caterina di Francesco Tanagli, l’année aussi où il rédigea son testament. Le tableau était sans doute destiné à l’église conventuelle de Fiesole, la Badia Fiesolana, où il possédait une chapelle (tout comme les quatre autres directeurs de succursales de la banque des Médicis) dédiée à saint Michel. Celui-ci est justement présent sur deux des volets du triptyque: il trie les âmes des morts sur le volet central, et au verso du volet droite, Catarina di Francesco Tanagli prie devant sa statue.
Le Jugement dernier était sans doute achevé dès 1471 : Catarina di Francesco Tanagli donna naissance cette année-là à son premier enfant, et Memling aurait sans doute fait allusion d’une façon ou d’une autre à cette maternité dans le triptyque, s'il y avait encore travaillé. Il fallut attendre cependant 1473 pour que le triptyque quitte Bruges pour l’Italie.

### De Bruges à Gdańsk
Le Jugement dernier fut embarqué à bord du Matteo, une des deux galères qui effectuaient pour le compte de la Banque Médicis la liaison Bruges-Pise-Constantinople. Il fallut faire d’abord une escale à Southampton pour récupérer des marchandises. Le Matteo était en route vers Pise, lorsque, le 27 avril 1473, il fut attaqué par le pirate Paul Beneke, armé par la Hanse, en guerre avec l‘Angleterre. Celui-ci remit le Jugement dernier à ses armateurs de Gdańsk, qui confièrent le tableau à la Marienkirche de la ville. Le Matteo battait pavillon neutre (bourguignon), mais ni les protestations de la banque Médicis, ni même une bulle de Sixte IV ne permirent à Angelo Tani de récupérer son bien.
Le triptyque resta à Gdańsk jusqu’en 1807 où il fut confisqué par les troupes napoléoniennes. Il rejoignit alors le musée Napoléon à Paris, où il est attribué à Jan van Eyck. En 1815, un bataillon de la garde de Poméranie s’en empara et l’emmena à Berlin. L'Académie des Arts de Berlin (Berliner Kunstakademie) voulut alors le conserver. Elle offrait en échange une copie de la Madone Sixtine de Raphaël et trois bourses d’études pour de jeunes artistes de Gdańsk. L'opération échoua et le Jugement dernier était de retour à Gdańsk l’année suivante.
En septembre 1939, la ville libre de Gdańsk est annexée par l'Allemagne, prélude à la Seconde Guerre mondiale. Six ans plus tard, les troupes soviétiques étaient aux portes de la ville. Les soldats allemands battirent en retraite jusqu’en Thuringe, emmenant avec eux le triptyque de Memling. Il est récupéré par les soviétiques, et envoyé au musée de l'Ermitage, à Leningrad (l’actuelle Saint-Pétersbourg). Il faut attendre 1956 pour qu’il soit restitué à la ville de Gdańsk.

## Description

### Le panneau central
Memling a repris en partie, pour le panneau central du triptyque, la composition du Jugement dernier de Van der Weyden.
Le Christ est représenté en majesté, de face, ses pieds reposant sur un globe, transposition chrétienne de l’imagerie impériale romaine depuis Constantin. De sa bouche sortent une épée et un lys, qui symbolisent la justice et la miséricorde. Il trône sur un arc-en-ciel, symbole de réconciliation entre Dieu et l’humanité. Il est entouré des douze apôtres, et de Marie et saint Jean-Baptiste, qui intercèdent en faveur des humains. Au-dessus d’eux des anges portent les instruments de la passion. 
En dessous, saint Michel pèse les âmes des morts. Il a revêtu son armure. C’est le chef la milice céleste, à la tête de laquelle il a triomphé des anges rebelles. Sur un des plateaux de sa balance, un élu, sur l’autre un malheureux, qui, déjà, est tiré par les cheveux vers l’Enfer. À ses pieds des morts sortent de leur tombe, encore enveloppés de leur linceul.

### Le volet de gauche
Saint Pierre accueille les Élus. Des anges leur ont donné des vêtements. « Ils retrouvent la dignité de leurs attributs qu’ils avaient de leur vivant.» La procession monte sur un escalier en cristal vers un portail à l’architecture gothique, inspiré de celui du Jugement dernier de Martin Schongauer. Memling était lui-même allemand. Avant de partir pour les Flandres, il avait eu l’occasion d’étudier ses œuvres. Un pape dont la tiare dépasse au-dessus des têtes a déjà atteint le portail, suivi d’un cardinal et d’un évêque à qui on rend sa mitre. Les élus sont accueillis par des Anges musiciens entourés d’une sorte de halo lumineux.

### Le volet de droite
Les corps des damnés sont précipités dans le tournoiement des flammes de l’enfer par des démons hybrides et zoomorphes tenant « toutes sortes d’armes et d’instruments de torture rougeoyants. »

### Verso du volet de droite
Aby Warburg a identifié, le premier, le blason (Loi, bande, ornée de trois tenailles) de Caterina Tanagli agenouillée devant la statue de saint Michel. 

### Verso du volet de gauche
Angelo Tani prie devant une statue de la Vierge à l’Enfant.